# Research Engineering Company
Research Engineering Company war ein US-amerikanischer Hersteller von Automobilen.

## Unternehmensgeschichte
O. H. Spencer gründete 1920 das Unternehmen in Dayton in Ohio. 1921 begann die Produktion von Personenkraftwagen. Der Markenname lautete Spencer. Nutzfahrzeuge waren geplant. 1922 endete die Produktion. Insgesamt entstanden nur wenige Fahrzeuge.
Es gab keine Verbindung zu Spencer aus Hartford in Connecticut, der zwischen 1899 und 1902 den gleichen Markennamen verwendete.

## Fahrzeuge
Spencer hatte das Fahrzeug und den Motor selber entwickelt. Es war ein luftgekühlter Vierzylindermotor mit OHV-Ventilsteuerung. Die Motorleistung war mit 42 PS angegeben. Das Fahrgestell hatte 262 cm Radstand. Einziger Aufbau war ein offener Tourenwagen mit fünf Sitzen. Das Leergewicht war mit 680 kg angegeben. Der Neupreis betrug im ersten Jahr 1200 US-Dollar. Im Folgejahr konnte er auf 850 Dollar gesenkt werden.